# Platycleis tamerlana
Platycleis tamerlana är en insektsart som först beskrevs av Henri Saussure 1874.  Platycleis tamerlana ingår i släktet Platycleis och familjen vårtbitare. Inga underarter finns listade i Catalogue of Life.